# マルクトショルガスト
マルクトショルガスト (ドイツ語: Marktschorgast) はドイツ連邦共和国バイエルン州クルムバッハ郡（オーバーフランケン行政管区）の市場町でアウトバーンA9の38番インターチェンジ（マルクトショルガスト）に位置している。

## 歴史
マルクトショルガストは1293年からバンベルク司教区に属した。この司教領は1802年に世俗化によってバイエルン公国に、プロイセン＝バイエルンの和約でバイロイト侯領に、1807年のティルジットの和約でフランスと転々とし、そして1810年にはバイエルン王国に戻った。

## 地理

### 自治体の構成
この町は、公式には9つの地区 (Ort) からなる。このうち小集落や孤立農場などを除く集落を以下に列記する。
- マルクトショルガスト
- ツィーゲンブルク

## 行政

### 議会
議会は町長を含めて13議席である。

## 引用
1. ↑  https://www.statistikdaten.bayern.de/genesis/online?operation=result&code=12411-003r&leerzeilen=false&language=de Genesis-Online-Datenbank des Bayerischen Landesamtes für Statistik Tabelle 12411-003r Fortschreibung des Bevölkerungsstandes: Gemeinden, Stichtag (Einwohnerzahlen auf Grundlage des Zensus 2011)
2. ↑  Bayerische Landesbibliothek Online